# La Grigonnais
La Grigonnais é uma comuna francesa na região administrativa do País do Loire, no departamento de Loire-Atlantique. Estende-se por uma área de 21.22 km². Em 2010 a comuna tinha 1 714 habitantes (densidade: 80,8 hab./km²).